# Rue des Peuples autochtones
La rue des Peuples autochtones est une voie de la commune française de Cayenne en Guyane.

## Origine du nom
Le nom de la rue des Peuples autochtones est une marque de « considération pour les Peuples de Guyane » selon Marie-Laure Phinéra-Horth, maire de Cayenne. 

## Historique
Nommée originellement rue de Praslin, la voie est renommée rue Christophe Colomb. Le 15 octobre 2020, la rue Christophe Colomb est renommée rue des Peuples autochtones,.